# 12. Jahrhundert
Portal Geschichte | Portal Biografien | Aktuelle Ereignisse | Jahreskalender | Tagesartikel

◄ |
10. Jh. |
11. Jh. |
12. Jahrhundert
| 13. Jh.
| 14. Jh.
| ►

1100er |
1110er |
1120er |
1130er |
1140er |
1150er |
1160er |
1170er |
1180er |
1190er

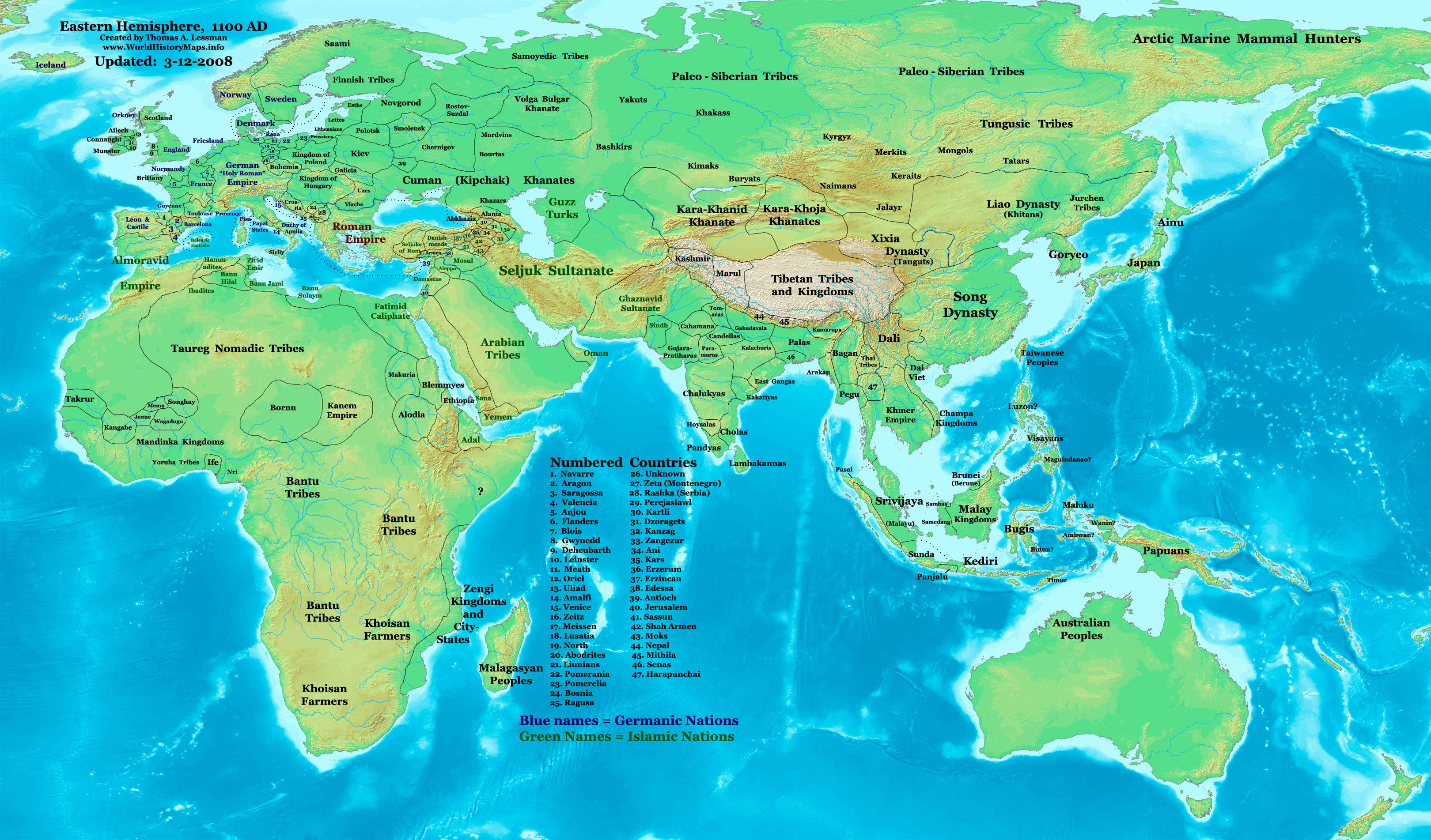
Territoriale, politische Situation im 12. Jahrhundert.

Das 12. Jahrhundert begann am 1. Januar 1101 und endete am 31. Dezember 1200. Die Weltbevölkerung in diesem Jahrhundert wird auf 360 bis 450 Millionen Menschen geschätzt. Im abendländischen Europa übernahm das Papsttum eine Führungsrolle. Die Päpste rivalisierten mit den Kaisern, die sich zunehmend mit Vorformen der Bildung europäischer Nationen auseinandersetzen mussten. Das Rittertum erreichte eine erste Blüte. Handel und Geldwirtschaft weiteten sich aus, die Urbanisierung nahm stark zu, und die Wissenschaften begannen ihren Aufschwung. Europa griff über seine Grenzen hinaus, auch wenn die Kreuzfahrerstaaten im Jahr 1187 eine entscheidende Niederlage erlitten. Die siegreichen Ayyubiden wurden hingegen zur neuen Regionalmacht des Nahen Ostens.
Im Osten des asiatischen Kontinents begann mit der Machtübernahme der Shōgune das japanische Mittelalter. Auf der anderen Seite des Ostchinesischen Meeres zwang der Siegeszug der Jurchen die Song-Dynastie, ihre Herrschaft auf den Süden Chinas zu konzentrieren. Dennoch blieb das Song-China wirtschaftlich und kulturell die einflussreichste Macht Ostasiens. Teile der von den Jurchen bezwungenen Kitai zogen weiter westlich und errichteten als Kara Kitai ihre Oberherrschaft über große Gebiete im Zentrum Asiens. Im Südosten des Kontinents erlebten die Khmer den Höhepunkt ihres Reiches.

## Europa

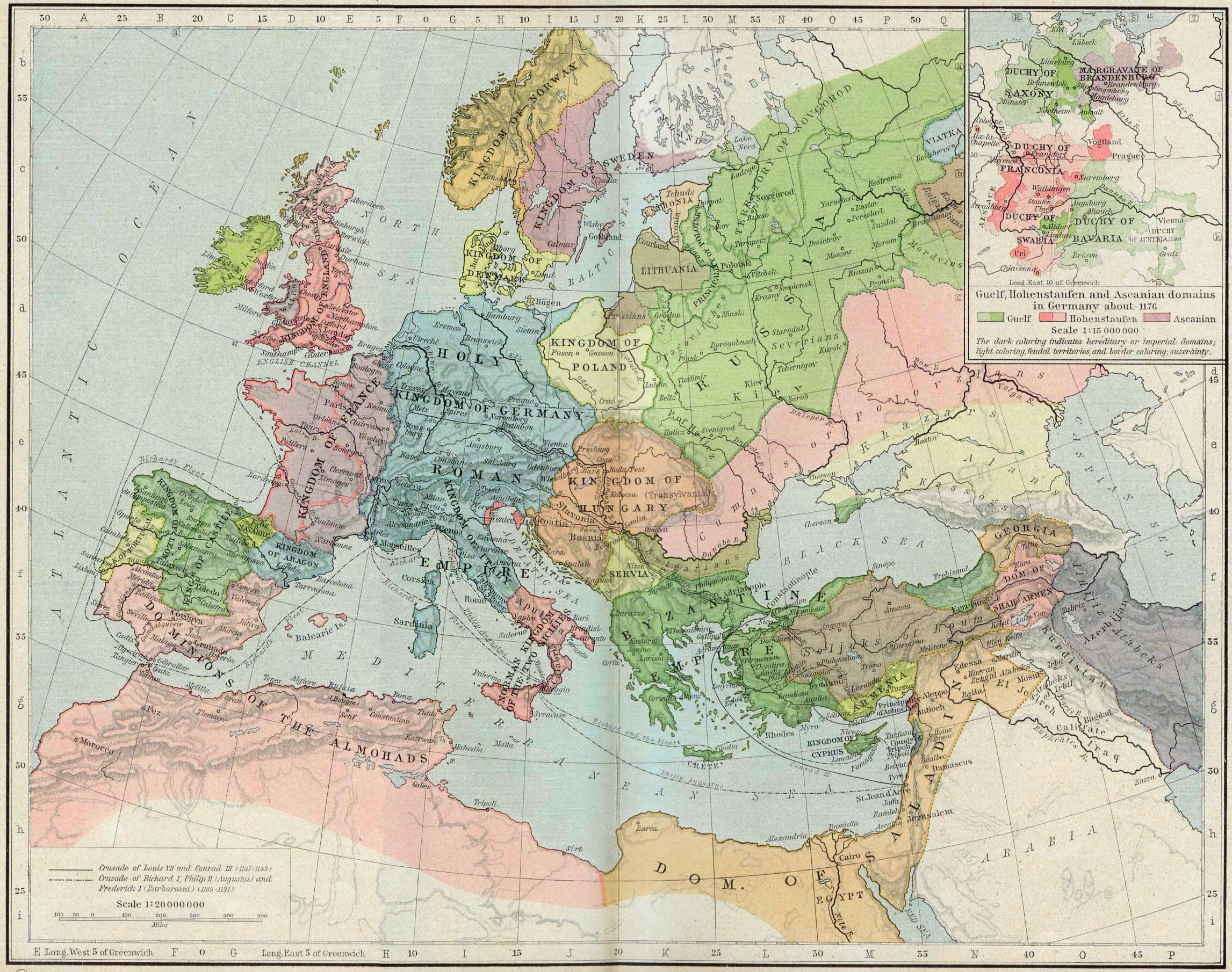
Europa um 1190

Im europäischen Kontext wird das 12. Jahrhundert der Epoche des Hochmittelalters zugerechnet. Ähnlich dem Zeitraum des Hochmittelalters (1050–1250) sehen mehrere angloamerikanische Historiker die Zeitspanne vom Ende des 11. bis zum Beginn des 13. Jahrhunderts als Periode zusammenhängender Entwicklungen und sprechen deshalb von einem langen 12. Jahrhundert. Der Begriff der Renaissance des 12. Jahrhunderts beschreibt die Veränderungen in den Wissenschaften und Künsten als grundlegend und wegweisend. Ferner weist er auf eine verstärkte Rezeption der Antike in diesem Jahrhundert hin. Für viele Historiker bewertet er jedoch zahlreiche Entwicklungen über und klammert andere Aspekte des Jahrhunderts zu Unrecht aus.
Im 12. Jahrhundert war Europa in zahlreiche Herrschaftsgebiete gegliedert, wobei die Meisten durch das Bekenntnis der Bevölkerung zum römisch-katholischen Christentum miteinander verbunden waren. Von ihnen wird auch als Abendland gesprochen. In den europäischen Randgebieten Ost- und Südosteuropas herrschte die christlich-orthodoxe Glaubensrichtung vor, während der Süden der Iberischen Halbinsel muslimisch geprägt war. Das Heilige Römische Reich in der Mitte Europas hatte im Kampf mit dem Papsttum einen großen Teil seiner beanspruchten Hegemonialstellung verloren. In Westeuropa etablierten sich mit England und Frankreich zwei starke eigenständige Reiche.

### Mitteleuropa

Das Heilige Römische Reich zur Zeit der Staufer

Im Zentrum Europas lag das Heilige Römische Reich. Die Machtelite des Reiches bildete eine adelige Oberschicht, die einen König an ihre Spitze wählte. Zu Beginn des Jahrhunderts stand der letzte Salier-König Heinrich V. im Konflikt mit den Päpsten und einer meist sächsischen Reichsfürstenopposition. Durch seine Niederlage in der Schlacht am Welfesholz verlor er einen großen Teil seiner Macht in Sachsen. Ferner büßte er bei der Lösung des Investiturstreites mit dem Papsttum durch das Wormser Konkordat des Jahres 1122 auch einen Teil seines Einflusses auf die Einsetzung der Bischöfe, einer weiteren wichtigen Gruppe der Reichsfürsten, ein. Mit der Kinderlosigkeit Heinrichs bei seinem Tod im Jahr 1125 gewann die Königswahl durch die Reichsfürsten des Heiligen Römischen Reiches gegenüber erbrechtlichen Überlegungen stark an Bedeutung. So konnten die mit den Saliern verwandten Staufer erst nach der Regentschaft des Sachsen Lothars III. die Mehrheit der Reichsfürsten davon überzeugen, sie als römisch-deutsche Könige zu wählen. Dem Staufer Konrad III. folgte nicht sein unmündiger Sohn, sondern sein Neffe Friedrich, genannt Barbarossa, auf den Thron. Es wird angenommen, dass er für seinen Wahlerfolg zahlreiche Zugeständnisse an die Fürsten machen musste. Die römisch-deutschen Könige des 12. Jahrhunderts strebten durch ihre Königslandpolitik den Aufbau einer eigenen Machtbasis gegenüber den Adeligen an. Dazu fassten sie Territorien im Königsbesitz zu größeren Gebieten zusammen, die sie durch ergebene Ministeriale verwalten ließen. Ihre Territorien sicherten die Könige durch den Bau zahlreicher Burgen. Ein großes einheitliches Territorium mit einem zentralen Sitz konnten die römisch-deutschen Monarchen jedoch nicht errichten.
Ein weiterer Machtfaktor innerhalb des Kaiserreiches waren die norditalienischen Städte, die insbesondere in der ersten Jahrhunderthälfte immer größere Autonomie gewinnen konnten. Handel und Handwerk brachten ihnen großen Reichtum. Kaiser Barbarossa versuchte ihnen gegenüber seine Königsmacht durchzusetzen. Zahlreiche Regalien, die die Städte aufgrund der Schwäche des Kaisertums in der ersten Jahrhunderthälfte für sich reklamiert hatten, sah er als kaiserliches Eigentum, das er gewinnbringend als Lehen vergeben wollte. Seine Sicht versuchte er gewaltsam durchzusetzen und damit die kaiserliche Zentralmacht in Reichsitalien zu festigen. Zunächst gelang es Friedrich, die Städte gegeneinander auszuspielen und insbesondere Mailand zu besiegen. Mit seiner Parteinahme gegen Papst Alexander III. beim Papstschisma von 1159 stellte er sich gegen zahlreiche europäische Könige. Die Dezimierung seines Heeres durch eine Seuche und eine militärische Niederlage gegen die Städte, die sich im Lombardenbund zusammengeschlossen hatten, zwangen ihn, zunächst Alexander III. im Frieden von Venedig anzuerkennen und schließlich den norditalienischen Städten zahlreiche Regalien gegen Geldzahlung zuzugestehen. Nördlich der Alpen hatte der sächsisch-bayrische Herzog Heinrich der Löwe, der zunächst durch Friedrich protegiert wurde, eine einzigartige Machtposition aufgebaut. Der Druck einer sächsischen Fürstenopposition und Heinrichs nachlassende Unterstützung der kaiserlichen Italienpolitik waren die Gründe dafür, dass er in einem Verfahren weitgehend entmachtet wurde. Seine Länder insbesondere das Stammesherzogtum Sachsen wurden unter mehreren Reichsfürsten aufgeteilt. Zuvor war schon die Markgrafschaft Österreich durch das Privilegium Minus in ein unabhängiges Herzogtum umgewandelt worden. Damit intensivierte sich im Heiligen Römischen Reich der Prozess der Auflösung der großen Stammesherzogtümer zugunsten kleiner Herzogtümer. Die geringere Größe erlaubte es den Herzögen, ihre lokale Herrschaft zu intensivieren, so dass diese über die folgenden Jahrhunderte zu territorialen Flächenstaaten wurden.
In der zweiten Hälfte des 12. Jahrhunderts kam es einerseits zu einer sächsischen Expansion in den Raum zwischen Elbe und Oder zum anderen zu einer Migration deutscher Siedler nach Osteuropa, die Deutsche Ostsiedlung genannt wird. Der gewaltsamen Eroberung des Elbe-Oder-Raums von den dort lebenden slawischen Wenden ging der Wendenkreuzzug voraus. Dieser führte zur formalen Christianisierung der Wenden und deren Tributverpflichtungen an die sächsischen Fürsten, die dadurch ihre Machtposition im Reich stärkten.
Zum Ende des Jahrhunderts erlangte der Sohn Kaiser Barbarossas Heinrich VI. neben der Kaiserwürde auch die Königsherrschaft des Königreiches Sizilien. Damit erreichten die Staufer den Höhepunkt ihrer Macht.

### Westeuropa

Frankreich und das Angevinische Reich um 1180

Im Königreich England brach im Jahr 1135 ein Thronfolgestreit über die Nachfolge König Heinrich I. aus. Die Anhänger der Thronanwärter Stephan von Blois und Matilda bekämpften sich in einem Bürgerkrieg, der auch die Anarchie genannt wird. Im Jahr 1154 konnte sich schließlich der Sohn Matildas Heinrich II. aus dem Haus Plantagenet als König durchsetzen. Vor seiner Krönung hatte er schon die Herrschaft über zahlreiche Gebiete Nordwest-Frankreichs geerbt, darüber hinaus hatte er durch seine Hochzeit mit Eleonore von Aquitanien die Regierungsgewalt über die gesamte westliche Hälfte Frankreichs erlangt. Die Lehnspflicht für die französischen Teile des Herrschaftsbereiches gegenüber dem König von Frankreich blieb formal, so dass sein gesamter Herrschaftsbereich von Historikern als Angevinisches Reich bezeichnet wird.
Die französischen Könige der kapetingischen Dynastie herrschten unmittelbar nur über ihre Krondomäne. Im Jahr 1137 erreichte ihre Königsmacht durch die Heirat von Ludwig VII. mit Eleonore von Aquitanien einen vorläufigen Höhepunkt, dem jedoch mit der Annullierung der Ehe im Jahr 1152 und der anschließenden Entstehung des Angevinisches Reiches ein starker Rückschlag folgte. Erst Ludwigs Nachfolger Philipp August gelang es, wieder eine starke Machtposition aufzubauen, wobei er die internen Streitigkeiten der englischen Plantagenets ausnutzte. Diese Position versetzte ihn zu Beginn des 13. Jahrhunderts dann in die Lage, die Herrschaft der englischen Könige über Teile Frankreichs zu beenden.

### Südeuropa
Süditalien wurde von Normannen regiert. Diese konnten sich gegenüber den Ansprüchen des Papsttums und der abendländischen sowie byzantinischen Kaiser behaupten. Zunächst in Opposition zum Papsttum nutzten die Normannen in den 1130er Jahren das erste Papstschisma, um als Könige von Süditalien anerkannt zu werden.
Die Päpste hatten in Mittelitalien ein weltliches Herrschaftsgebiet, das sie gegen verschiedene Bedrohungen verteidigten. In der ersten Jahrhunderthälfte sahen sie sich der Opposition der römischen Stadtbevölkerung und der süditalienischen Normannen gegenüber. Dagegen holten sie sich Unterstützung von den römisch-deutschen Kaisern. In der zweiten Jahrhunderthälfte war Kaiser Barbarossa der Gegenspieler von Papst Alexander III. In seinem Kampf gegen dessen Vormachtansprüche in Italien wurde er vom norditalienischen Lombardenbund sowie den französischen Königen und der englischen Kirche unterstützt. Im Frieden von Venedig konnte Alexander sich gegen Barbarossa und den von ihm gestützten Gegenpapst durchsetzen.

Die Iberische Halbinsel im Jahr 1150

Die Iberische Halbinsel war, wie in den vorherigen Jahrhunderten, geteilt in christliche Reiche im Norden und ein muslimisches Reich im Süden. Die christlichen Reiche setzten in diesem Jahrhundert ihren Reconquista genannten Kampf zur Eroberung der muslimischen Gebiete fort. Dieser Kampf war seit Ende des 11. Jahrhunderts von beiden Seiten religiös aufgeladen. Bei den Kämpfen spielten Ritterorden eine bedeutende Rolle. Die christlichen Reiche, die sowohl gemeinsam als auch getrennt kämpften, konnten genauso wie in vorherigen so auch in diesem Jahrhundert einige territoriale Gewinne erzielen. Im Laufe des Jahrhunderts spalteten sich einige Gebiete von den großen Reichen Kastilien und Aragon ab. So wurde die Grafschaft Portugal zu einem unabhängigen Königreich, das im Jahr 1179 offiziell anerkannt wurde.
Der Süden, Al-Andalus genannt, wurde in der ersten Jahrhunderthälfte von der Dynastie der Almoraviden regiert. In der Atmosphäre des militärischen Drucks verfügten die almoravidischen Kalifen die Ausweisung zahlreicher christlicher und jüdischer Bewohner ihrer Reiche. Als die Almoraviden zur Jahrhundertmitte durch militärische Niederlagen und interne Zwistigkeiten schwächer wurden, übernahm die religiös-tribale Bewegung der Almohaden 1161 die Macht in Al-Andalus. Die Almohaden behaupten ihre Stellung gegenüber den christlichen Reichen. In der Schlacht bei Alarcos errangen sie den letzten großen Sieg einer muslimischen Streitmacht auf der Iberischen Halbinsel, konnten ihn jedoch nicht für größere Gebietsgewinne nutzen. Die Almohaden förderten Kunst und Kultur und begannen zahlreiche Bauten, wie die Moschee von Sevilla. Auch auf den Gebieten Philosophie, Theologie und Mystik kam es zu einer Blüte.

### Osteuropa
In der Kiewer Rus setzten sich die Dezentralisierungsprozesse fort, die mit dem Machtanstieg der einzelnen Teilfürstentümer einhergingen. Nach einer kurzen Rekonsolidierungsphase des Reiches unter Wladimir Monomach und Mstislaw dem Großen, die die Zentralmacht Kiews stärkten, gingen die Feudalkriege immer weiter. 1169 wurde Kiew erstmals von einer Koalition der Fürsten unter Andrei Bogoljubski eingenommen und geplündert. Das politische Gewicht verlagerte zunehmend in andere Fürstentümer, wobei vor allem das Fürstentum Wladimir-Susdal an Einfluss gewann gegenüber Kiew gewann. Eine starke slawische Migrationswelle vom mittleren Dnepr nach Nordosten führte zur Gründung zahlreicher neuer Städte zwischen der Wolga und der Oka, darunter auch Moskau. Ein weiterer Faktor zur Schwächung der früheren Kerngebiete der Rus waren die Kriege mit den Polowzern.

### Südosteuropa
In Südosteuropa war neben dem Königreich Ungarn das Byzantinische Reich die dominierende Macht. Die Thronstreitigkeiten in Ungarn zu Beginn des Jahrhunderts nutzte Byzanz aus, um von Ungarn die Vorherrschaft über die Dalmatinische Küste zu erlangen. Byzanz konnte bis in die 1170er Jahre seine Stärke auf dem Balkan halten. Dann verlor es Dalmatien an Ungarn und musste Gebiete an das serbische Reich abgeben. In den 1180er Jahren führte einer der bulgarischen Aufstände zum Erfolg, so dass sich das zweite Bulgarische Reich vom byzantinischen Reich abspaltete.

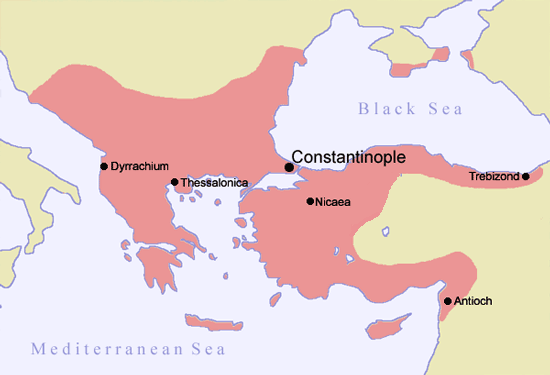
Byzanz um 1180

Diese Entwicklungen wurden dadurch begünstigt, dass ein Erbfolgestreit nach dem Tod Kaiser Manuel I. im Jahr 1180 das byzantinische Kaiserreich stark schwächte. Während seiner Amtszeit behauptete Manuel die byzantinische Macht, dabei musste er ein Gleichgewicht zwischen den Mächten im Westen und Osten herstellen. Im Westen mussten die Byzantiner ihre Interessen gegen die Normannen, die italienischen Seerepubliken, das Papsttum und Ungarn behaupten. Im Osten verhinderten sie eine weitere Ausdehnung der Seldschuken in Kleinasien und behaupteten sich gegen einige Kreuzfahrerstaaten. Militärisch war Byzanz auf die Unterstützung durch die Seestreitkräfte der italienischen Seerepubliken angewiesen. Seit dem vorherigen Jahrhundert wurde es von der Republik Venedig unterstützt, deren Kaufleute dafür umfangreiche Handelsprivilegien genossen. Nach Streitigkeiten mit Venedig folgten ähnliche Verträge mit den Republiken Pisa und Genua. In den 1180er Jahren kam es zum Bruch mit Venedig, den Byzanz nie wirklich reparieren konnte. Dieser Bruch war eine wichtige Ursache für die Eroberung und Plünderung Konstantinopels im Vierten Kreuzzug im Jahr 1204, die den endgültigen Niedergang des Kaiserreiches einleitete.

### Gesellschaft
Die Gesellschaft in Europa war im Großen und Ganzen eine feudalistische Ständegesellschaft. Trotz ähnlicher Grundstrukturen waren die Verhältnisse im Einzelnen sehr unterschiedlich strukturiert. In einem Klima sozialer Mobilität schafften es zahlreiche Gruppen, ihren gesellschaftlichen Status zu verbessern.
An der Spitze der meisten europäischen Reiche standen Monarchen. Den englischen und französischen Königen gelang es, ihr Land zu zentralisieren. England folgend konnten die französischen Monarchen zumindest in ihrer Krondomäne in allen Hierarchiestufen eine direkte Lehnsbindung an den König etablieren, während die Könige des römisch-deutschen Reiches diesen Durchgriff nicht erreichten. Im Gegensatz zu den englischen und französischen Amtsinhabern gelang es ihnen auch nicht, ein zentrales Verwaltungs- und ein effektives zentrales Finanzsystem in ihrem Reich einzuführen. Die königlichen Beamten des Reiches waren nicht nur zahlenmäßig weniger, sondern auch weniger gut juristisch geschult als die der westlichen Nachbarn. Ferner waren die Kaiser bei der Durchsetzung der Friedenspflicht viel stärker auf die adeligen Fürsten angewiesen als die westeuropäischen Könige.
In Europa erreichte das Rittertum seine Blüte. Dabei handelte es sich um eine Bevölkerungsgruppe von Laien, die sich durch gemeinsame Lebensformen und kulturelle Ideale vom Rest der Gesellschaft abgrenzte. Zum einen gehörten ihr niedere Adelige und Ministeriale an, berittene Berufskrieger, die als Vasallen für einen Lehnsherren kämpften. Zum anderen zählte sich auch der hohe Laienadel zu dieser Gruppe. Dieser war es auch, der zum großen Teil die zur ritterlichen Lebensweise gehörenden Hoffeste, Turniere und Dichterlesungen ausrichtete. Neben der Teilnahme an diesen Veranstaltungen sollten die Ritter mit ihrem Verhalten dem ritterlichen Idealbild folgen, das sowohl durch religiöse als auch weltliche Einflüsse geprägt war. Doch das wirkliche Verhalten war oft weit entfernt von diesem Ziel. So hatte der im Minnesang propagierte Frauendienst wenig mit der realen Stellung der Frau in diese Gesellschaftsgruppe zu tun. Vorreiter dieser Kulturformen waren das angevinische und französische Reich, von denen die Nachbarreiche oft kopierten. Der Mainzer Hoftag von 1184 war die bedeutendste ritterliche Veranstaltung im Heiligen Römischen Reich des 12. Jahrhunderts.
In den Kreuzfahrerstaaten und auf der Iberischen Halbinsel entstanden im 12. Jahrhundert Ritterorden, die sowohl den Charakter eines Mönchsordens als auch einer kämpfenden Rittergemeinschaft hatten. In der Levante nahm neben ihrer ursprünglichen Aufgabe der Armen- und Krankenpflege der bewaffnete Pilgerschutz eine immer größere Rolle ein und führte zur Militarisierung der Orden. Die Entlohnung ihrer Dienste brachte den Orden schnell großen Reichtum.
Durch Europa ging eine Urbanisierungswelle. Insbesondere im Heiligen Römischen Reich und in England gab es viele Stadtgründungen. Zahlreiche andere Städte vergrößerten die Zahl ihrer Bürger. Waren viele Städte zu Beginn des Jahrhunderts noch vollständig in die Herrschaft adeliger Grundherren eingebunden, so erstritten sich zahlreiche Bürgerschaften eigene Hoheitsrechte, wie zum Beispiel das Recht einer eigenen Gerichtsbarkeit. Insbesondere viele norditalienische Städte erlangten einen hohen Grad an Autonomie. Durch ihre gewonnenen Rechte begann sich die Stadtbevölkerung vom Umland zu unterscheiden und ein eigenes Bewusstsein zu entwickeln. So wuchs in den folgenden Jahrhunderten eine neue Schicht heran, das Bürgertum. Östlich der Oder war diese städtische Entwicklung jedoch kaum ausgeprägt.
Rund 90 % der Bevölkerung in den europäischen Ländern waren unfreie Bauern. Durch sogenannte Banngewalten konnte die adelige Oberschicht Macht über sie ausüben und hohe Abgaben und Leistungen von ihnen verlangen. Im Gegenzug war sie zum Schutz der Bauern verpflichtet. Im Einzelnen waren die Rechte jedoch sehr unterschiedlich gestaltet, so dass einige Bauern große Freiheiten besaßen, während der Alltag anderer stark von ihren Herren reguliert wurde.

### Religion und Kirche

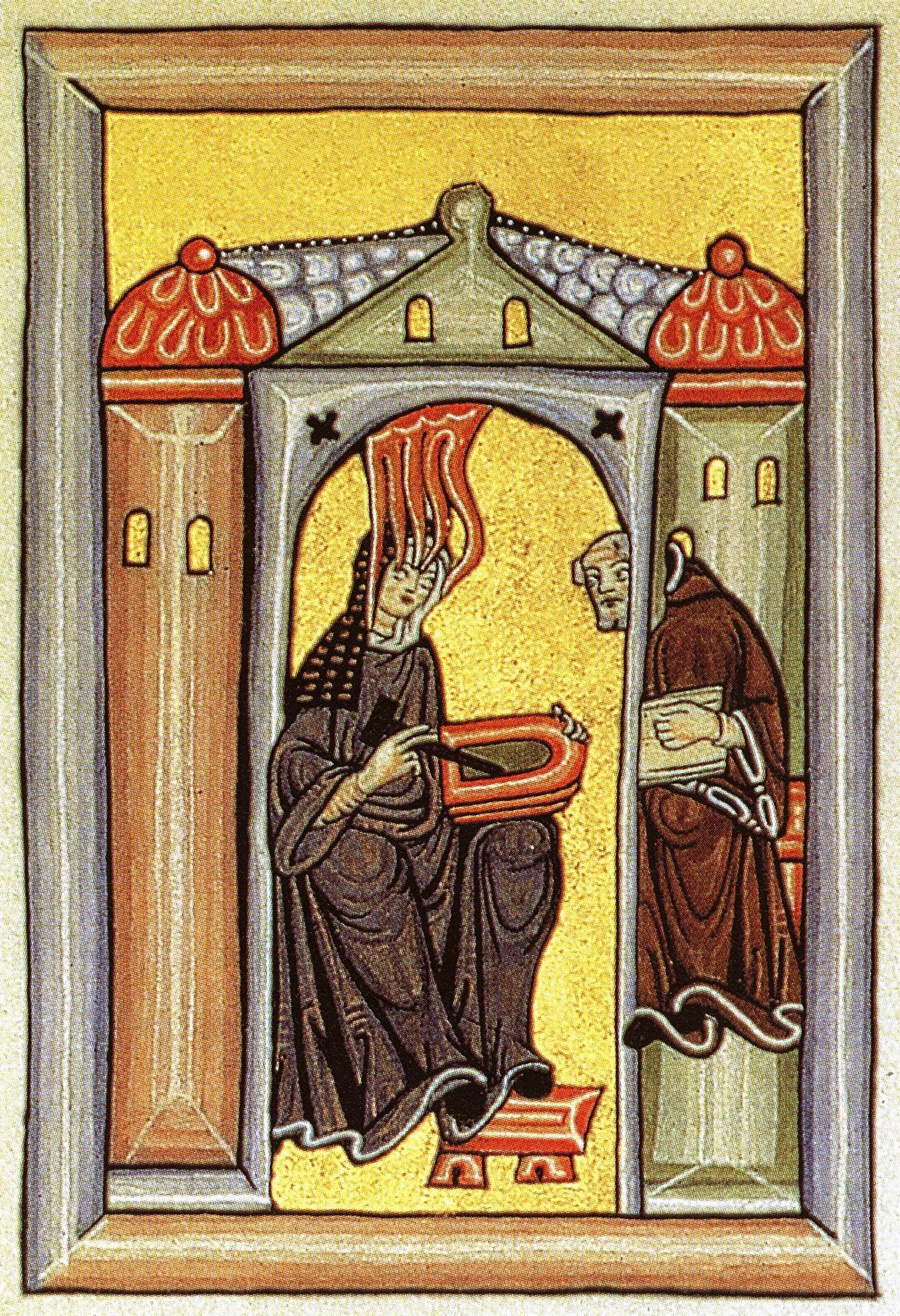
Hildegard von Bingen empfängt eine göttliche Inspiration und gibt sie an ihren Schreiber weiter. Miniatur aus dem Rupertsberger Codex des Liber Scivias.

Angestoßen von der Kirchenreformbewegung, die im vorherigen Jahrhundert begann, versuchten zahlreiche religiöse Gruppen, sich von der übrigen Gesellschaft abzugrenzen und ein Leben nach ihren christlichen Idealen zu verwirklichen. Ein Weg war die Gründung oder institutionelle Organisation neuer Mönchsorden, von denen der Orden der Zisterzienser, denen das Armutsideal besonders wichtig war, die größte Bedeutung entfaltete. Parallel zu den Männerorden entstanden auch zahlreiche religiöse Frauengemeinschaften. Die Äbtissin Hildegard von Bingen und der Abt Bernhard von Clairvaux erzielten breite gesellschaftliche Aufmerksamkeit.
Neben den Orden schlossen sich Gläubige zu Laienbewegungen zusammen, die insbesondere das christliche Armutsideal verwirklichten. Einige verurteilte die Amtskirche als häretisch. Zu ihnen gehörten die Katharer, eine von Menschen aus allen Bevölkerungsschichten getragene religiöse Bewegung. Sie war die erste große religiöse Massenbewegung des Abendlandes, die sich sowohl durch das Vertreten abweichender religiöser Inhalte als auch durch den Aufbau eigenständiger kirchlicher Strukturen von der römisch-katholischen Kirche abgrenzte. In der Auseinandersetzung mit der Bewegung verschärfte sich die kirchliche Position gegenüber der Bewegung deutlich, doch erst die Verknüpfung der kirchlich-religiösen Auseinandersetzung mit einer politischen Auseinandersetzung führte zu Beginn des folgenden Jahrhunderts zur Gewalt des Albigenserkreuzzuges.
Die kirchlichen Auseinandersetzungen mit abweichenden religiösen Positionen wurden in diesem Jahrhundert zunehmend differenzierter geführt, wobei die theologischen Prozesse eine neue Qualität darstellten. Die rechtlichen Grundlagen für die Verknüpfung theologischer Urteile mit weltlicher Gerichtsbarkeit wurden gelegt. Im Vergleich zu späteren Jahrhunderten wurden nur in seltenen Ausnahmefällen Todesurteile aufgrund von Häresie ausgesprochen und vollstreckt.
Die Menschen Europas pilgerten verstärkt zu Wallfahrtsorten, wie Rom, Jerusalem und Santiago de Compostela. Neben der religiösen Erfahrung führte die Wallfahrt zum verstärkten Austausch der Menschen aus verschiedenen Regionen untereinander. Durch den Erwerb wichtiger Reliquien etablierten sich zusätzliche Wallfahrtsorte, wie Köln. Für sie waren die Pilger auch ein bedeutender wirtschaftlicher Faktor.

### Wirtschaft
Im 12. Jahrhundert setzte sich der wirtschaftliche Aufschwung des 11. Jahrhunderts fort. Die Getreideproduktion nahm eine immer wichtigere Rolle in der Landwirtschaft ein, was zu Lasten der Viehwirtschaft ging. Die Verbreitung der Dreifelderwirtschaft schritt weiter voran. In der Landwirtschaft nahmen gemeinsam genutzte Flächen wie Allmenden weiter ab. Die Grundherrschaft wandelte sich. Regelungen nach dem Modell der Villikation, bei dem die Bauern Frondienste an den Grundherren zu leisten hatten, verringern sich stark zu Gunsten von Erbzinsvereinbarungen. Diese Entwicklung war ein Aspekt der im 12. Jahrhundert einsetzenden Kommerzialisierung der gesamten Wirtschaft. Neben neuen Organisationsformen dehnte sich auch die gesamte landwirtschaftliche Fläche durch Binnenrodung aus. Zusätzlich machte der neue Orden der Zisterzienser bisher nicht erschlossene Gebiete nutzbar. Durch die Migration großer Bevölkerungsgruppen nach Mittel- und Osteuropa, auch Deutsche Ostsiedlung genannt, wurden in diesen Gegenden bisher nicht genutzte Flächen urbar gemacht.
Ferner wurde die Produktion von landwirtschaftlichen und handwerklichen Gütern durch den Einsatz von Technik gesteigert. So setzte sich anknüpfend an die Entwicklung des vorherigen Jahrhunderts die Verbreitung von Wassermühlen fort. Hinzu kam zum Ende des Jahrhunderts die Errichtung erster Windmühlen in Nordeuropa, die durch einen Drehmechanismus verbessert wurden, so dass der Wind aus unterschiedlichen Richtungen genutzt werden konnte. Zur gleichen Zeit wurden erste Getriebe für Wassermühlen entwickelt, die die Kreisbewegung in vertikale oder horizontale Bewegungen umsetzen konnten. Diese Innovation ermöglichte die Mechanisierung weiterer Arbeitsprozesse. Die Verbreitung von Glashütten ermöglichte eine Ausweitung der Glasproduktion.
Die Kommerzialisierung der Wirtschaft brachte eine Ausweitung des Handels und der Geldwirtschaft mit sich. Große überregionale Messeplätze, wie die Champagnemessen, gelangten zu erster Blüte. Mit der wachsenden Urbanisierung organisierten sich die Handwerker und Kaufleute zunehmend in Genossenschaften. Erste Zünfte und die Frühformen der deutschen Hanse entstanden, die für ihre Mitglieder Privilegien erstritten. Das Fernhandelsnetz wurde dichter. Die italienischen Seerepubliken steigerten ihre zentrale Bedeutung im europäischen Fernhandel, indem sie das Schiffsmonopol im Mittelmeer erlangten.

### Kunst, Kultur und Wissenschaft

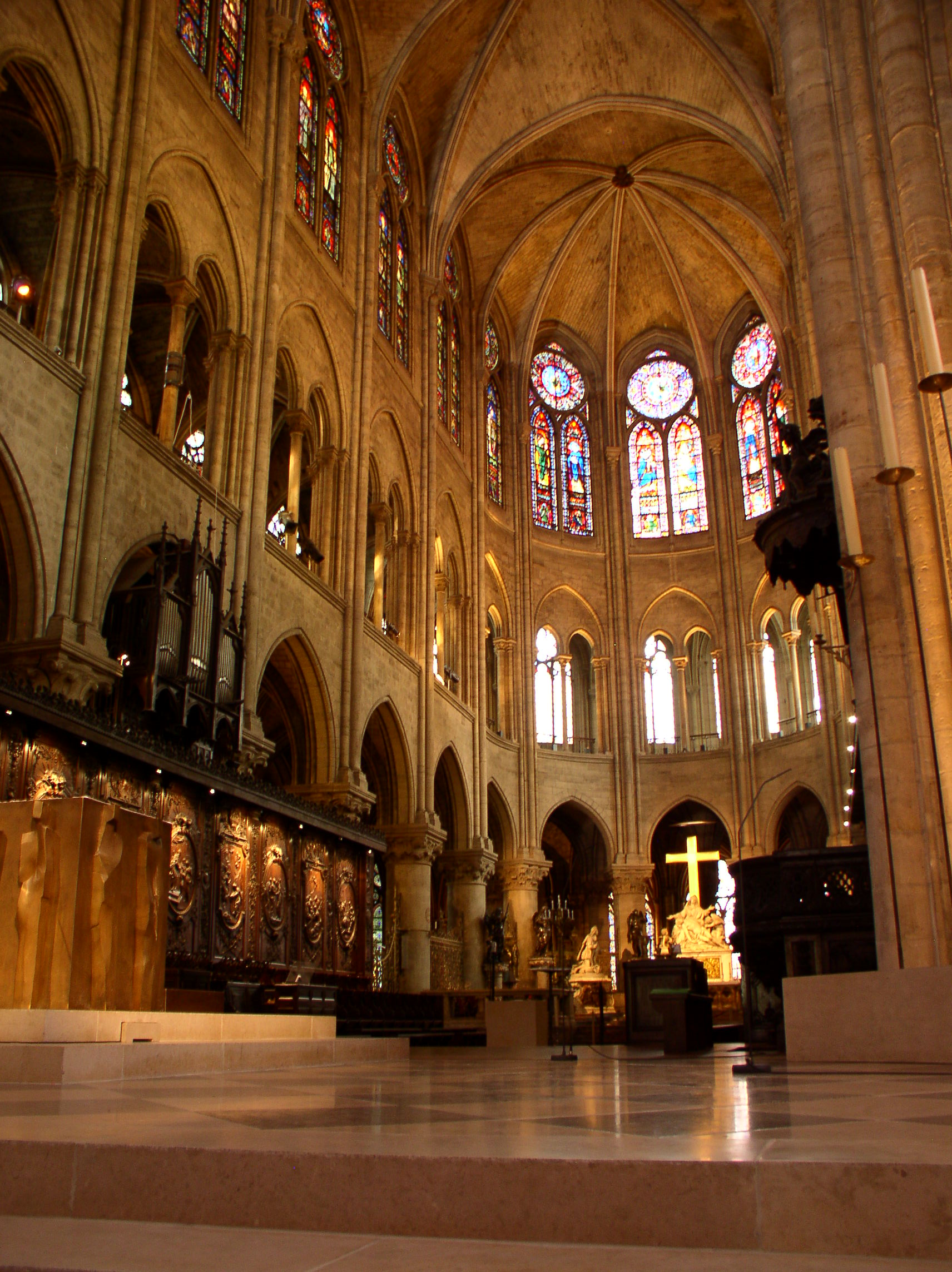
Blick in den Chor der Kathedrale Notre-Dame de Paris

Im 12. Jahrhundert wurden Kirchen in Frankreich nach einem neuen Architekturstil gebaut, der Gotik. Diese Kathedralen zeichnen sich besonders durch ihre Höhe und große Fensterflächen in den Mauern aus, so dass gegenüber den Vorgängern ein viel hellerer Raumeindruck entsteht. Hingegen wurden die Kirchen des übrigen Europas noch nach der romanischen Bauweise errichtet. In England übernahm man zum Ende des Jahrhunderts die gotische Konstruktionsweise. Die Kathedralen wurden von Spezialisten aus verschiedenen Regionen Europas gemeinsam errichtet. Diese verbreiteten das jeweils aus Erfahrung weiterentwickelte Wissen in Europa.
Besonders im französischen und englischen Raum entstanden verschiedene literarische Werke in Latein und den Volkssprachen. Viele Königs- und Fürstenhöfe förderten die ritualisierte Liebeslyrik in Form der Trobadordichtung und Heldenlieder. Aus letzten entwickelte sich die Form des höfischen Romans, der mit dem in diesem Jahrhundert populären Artusroman einen ersten Höhepunkt erreichte. Oft wurde der literarische Vortrag durch Musik begleitet, so dass es keine klare Trennung von Literatur und Musik gab. Zahlreiche literarische Werke behandelten weltliche Themen. In verschiedenen Regionen Europas wurden Geschichtswerke verfasst, die sich häufig die Geschichte des eigenen Volkes konzentrierten.
Hinsichtlich Wissenserwerb und Wissensweitergabe vollzog sich im 12. Jahrhundert ein deutlicher Wandel. Die wesentlichen Träger der Schulbildung waren Dom- und Kathedralschulen, während die Bedeutung der frühmittelalterlichen Bildungsträger, der Klosterschulen, stark zurückging. In der zweiten Jahrhunderthälfte entstanden schließlich die ersten Universitäten und städtischen Schulen, womit die Bildungsinstitutionen wissenschaftlicher und säkularer wurden. Zwar strebte die Mehrheit der Schüler einen geistlichen Beruf an, doch wurde die Zahl derer, die einen anderen Lebensweg verfolgten, größer. Neben der Italienischen Halbinsel waren vor allem die Schulen Frankreichs führend, während die Lehranstalten, die im Heiligen Römischen Reich nördlich der Alpen lagen, im internationalen Vergleich stark zurückfielen.
Inhaltlich weitete sich der Wissenshorizont des Abendlandes durch den Kontakt mit den muslimischen Reichen und Byzanz im Rahmen der Kreuzzüge und der Reconquista. Zum einen bekamen Gelehrte Zugang zu ihnen bisher nicht zugänglichen antiken Quellen, zum anderen zu Kenntnissen, die in Byzanz und der muslimischen Welt entwickelt wurden. Insbesondere die Verbreitung der Werke des Aristoteles führte dazu, dass die scholastische Methode ausgebildet und verbreitet wurde. Eine rationalere Erfassung der Welt begann. Juristische und philosophische Kenntnisse gewannen neben der Theologie stark an Bedeutung.

## Muslimische Welt
Im 12. Jahrhundert waren zahlreiche auch rivalisierende Herrschaftsbereiche vom Maghreb bis nach Zentralasien durch den muslimischen Glauben verbunden.

### Almoraviden und Almohaden

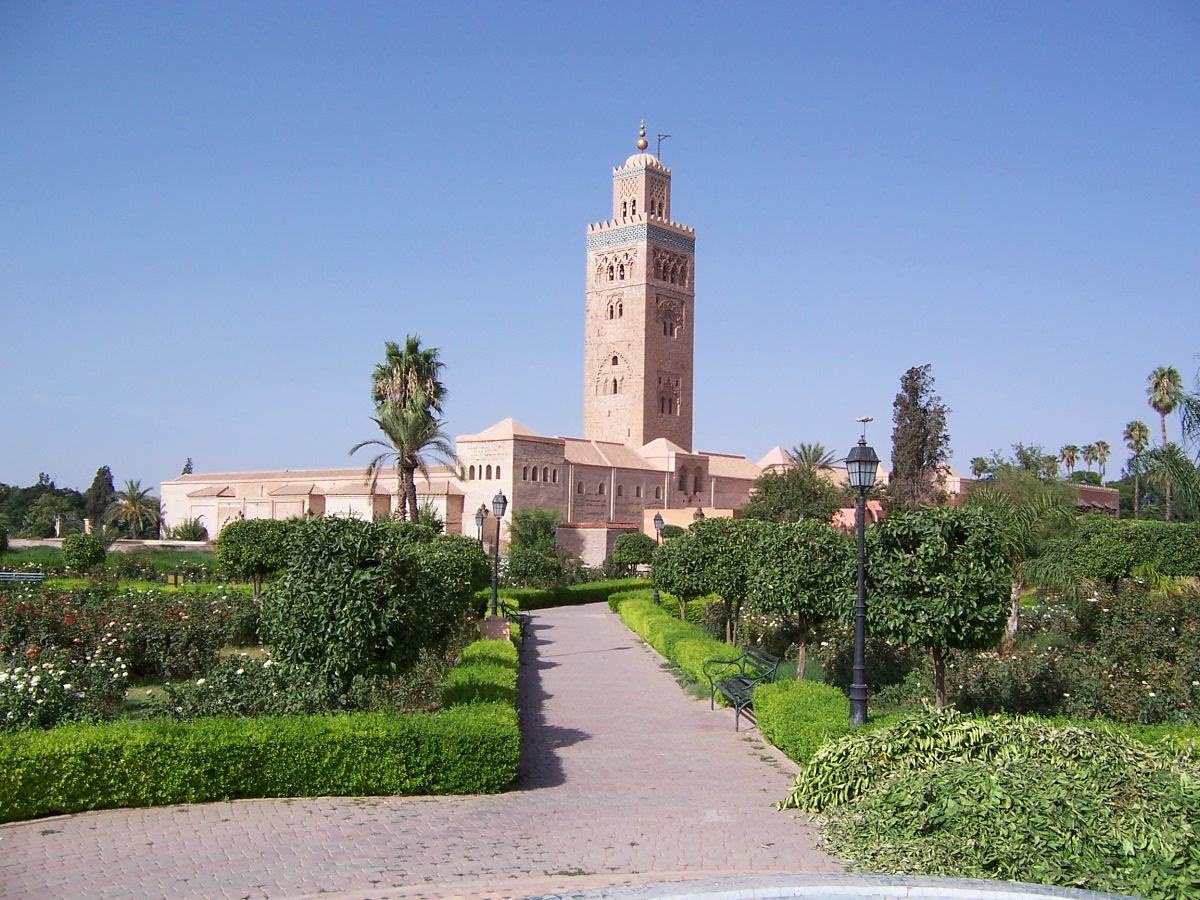
Koutoubia-Moschee

Zu Beginn des Jahrhunderts beherrschten die Almoraviden den Maghreb und den Süden der Iberischen Halbinsel. In den 1120er Jahren geriet die religiös tribale Bewegung der Almohaden, die den Islam in seiner ursprünglichen Form durchsetzen und der Religionsausübung mehr Tiefe verleihen wollten, verstärkt in Konflikt mit den herrschenden Almoraviden. Im Jahr 1147 eroberte die Bewegung die Macht über den Maghreb. Sie hatte ihre Wurzeln im Berbergebiet und war militärisch und streng hierarchisch organisiert. Mit der Machtübernahme nahm ihr Führer auch den Titel des Kalifen an, der sowohl einen politischen als auch einen religiösen Führungsanspruch symbolisierte. Diesen untermauerte er, indem er in den folgenden Jahren Ifrīqiya und das iberische Al-Andalus eroberte.
Trotz aller Differenzen zwischen den muslimischen Eliten südlich und nördlich des Mittelmeeres zogen zahlreiche Gelehrte von Al-Andalus auch auf den Maghreb. Dichter, Philosophen und Wissenschaftler wurden sowohl von den Kalifen der Almoraviden- als auch der Almohaden-Dynastie protegiert. Unter ihnen nahm der jüdische Philosoph Maimonides als Grenzgänger zwischen den Kulturen eine besondere Stellung ein. Auch hinsichtlich der Bautätigkeit unterschieden sich beide Dynastien kaum. So wurde die Koutoubia-Moschee ein Vorbild für die nachfolgende Architektur des Maghrebs.

### Die Ayyubiden-Dynastie

Das Reich der Ayyubiden-Dynastie und ihre Nachbarreiche am Ende des 12. Jahrhunderts

Ägypten war das Kernland der fatimidischen Kalifen. Diese gehörten der ismailitischen Glaubensrichtung an, während die Ägypter mehrheitlich sunnitische Muslime oder Christen waren. Innere Machtkämpfe schwächten die fatimidische Dynastie. Das führte zu Militärinterventionen sowohl der Kreuzfahrer als auch der Zengiden. Der Versuch der Kalifen, beide Gegner gegeneinander auszuspielen, scheiterte. Zusammen mit den Zengiden kam Salah ad-Din b. Ayyub, genannt Saladin, nach Kairo und übernahm nach dem Sturz der ismailitischen Kalifen im Jahr 1171 die Führung des Landes. Der neue Herrscher richtete Ägypten wieder streng nach der sunnitischen Glaubensrichtung aus, erkannte den Kalifen von Bagdad als religiöses Oberhaupt an und führte den weltlichen Titel des Sultans. Mit Saladins Machtübernahme in Ägypten ging die Ayyubiden-Dynastie einen wichtigen Schritt auf dem Weg zur Regionalmacht des Nahen Ostens. Ein weiter Schritt war die Eroberung Nord-Nubiens, des Jemens, Mekkas und Medinas durch seinen Bruder. Von 1183 bis 1186 unterwarf der Sultan das Reich der Zengiden, mit dessen Armee er in Ägypten einmarschiert war. Diese waren ursprünglich Atabegs des Seldschukenreiches in Mosul und brachten im Jahr 1144 mit der Eroberung der Grafschaft Edessa den Kreuzfahrerstaaten die erste signifikante Niederlage bei. Im Jahr 1187 konnte Saladin aufgrund seines entscheidenden Sieges in der Schlacht bei Hattin das bedeutendste Kreuzfahrerreich, das Königreich Jerusalem, erobern. Danach versuchten zahlreiche Kreuzfahrer, die verlorenen Gebiete für das Abendland zurückzuerobern, doch dem Dritten Kreuzzug (1189–1192) gelang es nur, die Stadt Akkon und einige Küstengebiete einzunehmen.
Seinen Krieg gegen die Kreuzfahrerstaaten verstand Saladin als einen militärischen Dschihad. Seine Nachfolger erkannten jedoch das militärische Patt am Ende des dritten Kreuzzuges an, und es folgte eine Phase relativ friedlicher Koexistenz zwischen den Kreuzfahrern und den Ayyubiden. Vom gegenseitigen Handel profitierten beide Seiten. Wie schon unter den Fatimiden, so gab es auch unter den Ayyubiden einen bedeutenden Handel zwischen den italienischen Seerepubliken und Ägypten. Als ein Endpunkt der Gewürzstraße lieferten die Ägypter Luxuswaren aus Asien sowie einheimische Güter wie Zucker und Alaune gegen Rohstoffe wie Eisen und Holz.
Die Ayyubiden stützen ihre Macht auf Mitglieder ihres Familienclans und ihre Armee. So lag die politische Macht in den Händen einer relativ geschlossenen türkisch-kurdischen Gruppe. Insbesondere in Ägypten entstand zunehmend eine Kluft zwischen Regierenden und Regierten, die unterschiedlichen ethnischen Gruppen angehörten.

### Muslimische Reiche von Anatolien bis Zentralasien
Nach der Eroberung Anatoliens im vorherigen Jahrhundert errichteten einige Seldschuken dort das Sultanat der Rum-Seldschuken. Den Angriffen der Byzantiner und Kreuzfahrer hielten sie stand und konnten durch ihren Sieg in der Schlacht bei Myriokephalon im Jahr 1176 gegen ein byzantinisches Heer ihren Herrschaftsbereich endgültig sichern. Zahlreiche Christen in ihrem Machtbereich konvertierten zum Islam.
Das Reich der Rum-Seldschuken war nur eine von vielen Kleinherrschaften, die seit Beginn des 12. Jahrhunderts im Großreich der Seldschuken weitgehend autonom agierten. An ihrer Spitze standen meist türkische Militärführer, die ihre Funktion als Erzieher der seldschukischen Prinzen, Atabeg, ausgenutzt hatten, um an die Macht zu kommen. Ursprünglich hatten sie ihre Regierungsbefugnisse über ihre Territorien als administratives Lehen erworben, doch im Verlauf des Jahrhunderts sicherten sie die Erblichkeit ihrer Lehen auch juristisch ab.
Die religiösen Oberhäupter des Seldschukenreiches waren die Kalifen der Abbasiden-Dynastie. Am Ende des 12. Jahrhunderts konnten sie einen Teil ihrer politischen Macht zurückgewinnen. Sie beschränkte sich jedoch auf ein großes Gebiet um ihre Stadt Bagdad. Auch wenn sie selbst Sunniten waren, suchten sie einen Ausgleich mit der großen Gruppe der Schiiten in ihrem Reich. Einzig in Chorasan, südöstlich des Kaspischen Meeres, konnten die Seldschuken ihre unmittelbare Herrschaft in der ersten Jahrhunderthälfte behaupten. Nach der Niederlage gegen die Oghusen vom Aralsee verlor der letzte Herrscher schnell seine Macht. Auch ihr ehemaliger Konkurrent die Ghaznawiden-Dynastie konnte ihr weiter östlich gelegenes Reich behaupten, bis die afghanische Ghuriden-Dynastie sie Mitte des 12. Jahrhunderts ablöste.

### Gesellschaft, Religion und Kultur
Die wichtigsten Institutionen der religiösen wie juristischen Gelehrsamkeit in der muslimischen Welt waren die Madrassen. Von den zahlreichen Madrassen in der muslimischen Welt wurden die meisten von privaten Stiftern gegründet und unterhalten. Durch die Auswahl der Lehrer bestimmten die Stifter, die meist den städtischen Eliten angehörten, auch die Rechtsschule, Madhhab, die dort gelehrt wurde.
Einerseits versuchten die meisten Herrscher in diesem Jahrhundert, eine traditionell sunnitische Anschauung des Islam zulasten anderer Ausrichtungen durchzusetzen, anderseits gab es auch Ausgleichsbemühungen zwischen Sunna und Schia sowie Buchgelehrsamkeit und Mystik. Die islamische Mystik gewann wie schon im 11. Jahrhundert stark an Zuspruch. Im Laufe des Jahrhunderts vereinheitlichte sich die ursprünglich sehr heterogene Bewegung zu einigen Hauptlinien und erste Sufi-Orden, Tarīqa, entstanden.

## Asien

### China

Das Song-Reich im Jahr 1142: Die Dynastie verlor durch den Angriff der Jurchen Nordchina.

#### Politik und Gesellschaft
Im 12. Jahrhundert war das von der Song-Dynastie regierte China in kultureller, wirtschaftlicher und technologischer Hinsicht das führende Reich Ostasiens. Flächenmäßig wesentlich kleiner als das heutige China war es umringt von militärisch und politisch ebenbürtigen Staaten. Der mächtigste nördliche Nachbar war das von der Liao-Dynastie regierte Reich der Kitan. Diese wehrten sich gegen ihre ehemaligen Vasallen, die Jurchen, ein halbnomadisches Volk, das seit Jahrhundertbeginn von der Jin-Dynastie regiert wurde. Zunächst mit China verbündet, bezwangen sie in den 1120er Jahren das Reich der Kitan, wandten sich dann aber gegen China. Ab 1127 eroberten die Jin den Norden Chinas, das zuvor seine Armee aus Kostengründen erheblich reduziert hatte, und richteten dort eine Hauptstadt ein. Der Song-Kaiserhof floh in den Süden Chinas, so dass China faktisch in zwei Reiche geteilt war. In den folgenden Jahren wechselte die Song-Dynastie mehrfach ihre Strategie zwischen der einer militärischen Rückeroberung des Nordens und der einer friedlichen Koexistenz gegen Tributzahlungen an die Jurchen. Unter ihren Feldzügen litten auch große Teile des chinesischen Südens. Nach Abschluss eines Friedensvertrages im Jahre 1142 gab es jedoch keine nachhaltig signifikanten Grenzverschiebungen mehr. Ein erneuter Feldzug der Jin-Dynastie gegen den Süden in den 1160er Jahren scheiterte und der Friedensvertrag wurde im Jahr 1165 erneuert.
In beiden Teilen Chinas, im südlichen Song Reich und im chinesischen Teil des Jin-Reiches, blieben die sozialen, administrativen und wirtschaftlichen Strukturen im Wesentlichen dieselben wie im zuvor geeinten China. An der Spitze des südlichen Reiches standen die Kaiser der Song-Dynastie, die nun mit ihrem Hof in der südlichen Hauptstadt, Hangzhou, residierten. Sie bauten ihre Herrschaft auf einem hierarchischen Beamtenapparat auf, an dessen Spitze sie standen. Der Zugang zu den Beamtenposten erfolgte in bedeutendem Maße über Prüfungen. Das dreigliedrige stark selektive Prüfungssystem stand den meisten Gesellschaftsschichten offen, doch konnten sich mit wenigen Ausnahmen nur wohlhabende Kandidaten den Lernaufwand für die Prüfungen leisten. Trotz der hohen Selektionsquote vermochten es die südlichen Song nicht mehr, zahlreichen Absolventen eine Beamtenstelle zur Verfügung zu stellen. Trotzdem waren diese Absolventen Teil der lokalen Elite, beeinflussten ohne Beamtenposten die lokale Politik oder wandten sich künstlerischen Tätigkeiten zu. Da es auf regionaler und lokaler Ebene nur wenige Beamte gab, spielten die lokalen Eliten, meist Großgrundbesitzer eine tragende Rolle in der lokalen Administration. Diese waren die Träger lokaler Infrastruktur, wie Schulen, Sozialeinrichtungen und der Kulturförderung. Die Großgrundbesitzer hatten aufgrund ihrer Besitzrechte auch einen großen Teil der exekutiven Gewalt über ihre Pächter, deren Freiheit sie stark beschränken konnten.
Im 12. Jahrhundert wurden Chinas Frauen verstärkt aus dem öffentlichen Leben gedrängt. Die Praxis des Füßebindens war ein starker Indikator dieses Trends. Dennoch erzielten einige Frauen als Dichterinnen oder Unternehmerinnen hohe gesellschaftliche Beachtung.
Im Reich der Jin-Dynastie stellen die Jurchen die politische Führungsschicht, waren jedoch eine kleine Minderheit. Vor den Kitan stellten Chinesen die größte Bevölkerungsgruppe. Die Jurchen ließen die chinesische Verwaltungs-, Wirtschafts- und Sozialstruktur parallel zu ihrer nomadischen Stammeskultur bestehen. Das Bestreben das ganze Reich nach chinesischem Muster zu zentralisieren, löste sich mit entsprechenden Gegenströmungen ab. Viele Jurchen passten sich den chinesischen Gewohnheiten an und gewöhnten sich an das urbane Leben. Die religiöse Toleranz des Jin-Reiches kontrastierte mit der hohen Zahl von Sklaven.

#### Wirtschaft, Technologie und Kultur

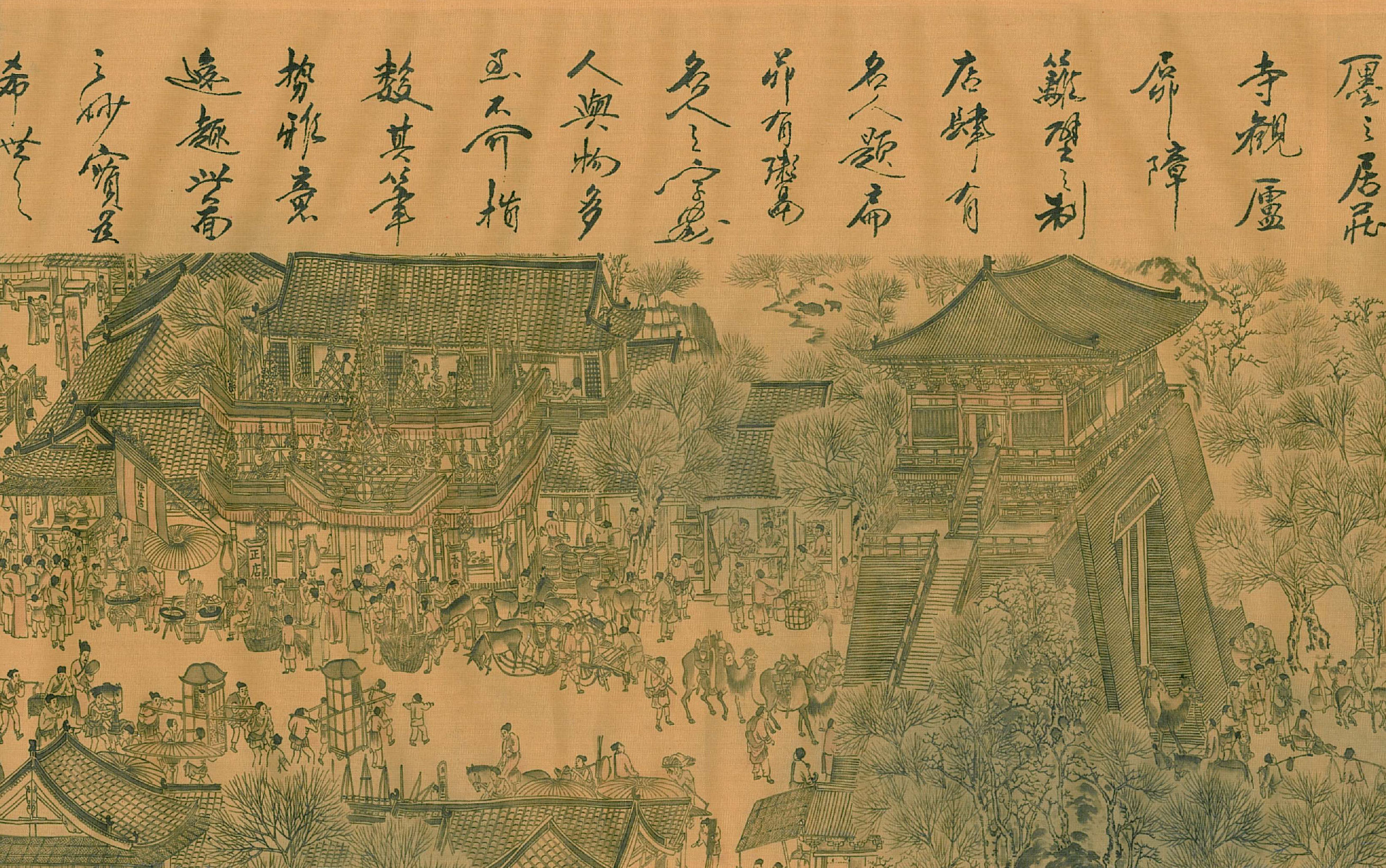
Ausschritt aus der Qingming-Rolle des chinesischen Malers Zhang Zeduan

Die Aufbruchsstimmung des vorherigen Jahrhunderts flachte im 12. Jahrhundert ab. Dennoch blieb China mit seiner wachsenden Wirtschaft der Wirtschaftsmotor Asiens. Wie auch in den vorherigen Jahrhunderten begünstigte ein mildes Klima die Produktionssteigerung und Diversifizierung der Landwirtschaft. Diese zog einen Anstieg der Bevölkerung, die Steigerung des Handels und das Wachstum von Städten nach sich.
80 % der Chinesen wohnten im Süden insbesondere im Delta des Flusses Jangtsekiang und den Küstenregionen. Der hier praktizierte Reisanbau konnte viermal so viele Menschen ernähren wie der Getreideanbau des Nordens. Wie schon in den vergangenen Jahrhunderten war neben dem größeren Reservoir an Arbeitskräften der Einsatz neuer Techniken, wie die Perfektionierung des Nassfeldbaus, der Einsatz neuer Reissorten und das Aufbringen von Dünger Triebkraft der landwirtschaftlichen Entwicklung. Hinzu kamen der Einsatz von Pumpen sowie die Nutzung von Mühlen und Dreschmaschinen. Diese Mittel ermöglichten, nicht nur den Ertrag bestehender Flächen zu steigern, sondern auch Flächen zu nutzen, die vorher nicht wirtschaftlich bebaubar waren. Zur Förderung der Wirtschaft wies die Song-Dynastie zusätzliche landwirtschaftliche Nutzflächen aus, verteilte die Steuerlast um und führte Infrastrukturmaßnahmen, wie den Kanal- und Dammbau, durch. Hohe landwirtschaftliche Überschüsse begünstigten eine Spezialisierung. So produzierte die Landwirtschaft der Song verstärkt für den Markt, was einen florierenden Handel bedingte.
Die beträchtlichen Militärausgaben führten im Reich der südlichen Song zu erheblichen finanziellen Problemen des Staates. Dem versuchte die Regierung durch die Verringerung des Metallwertes emittierter Münzen entgegenzuwirken. Dies regte die Händler dazu an, die alten Münzen mit hohem Metallwert aus dem Geldkreislauf zu nehmen. Darauf reagierte der Staat mit der Ausgabe von staatlichen Schuldscheinen aus Papier, die schließlich nur durch weitere Papierschuldscheine ersetzt wurden, so dass sie zu Papiergeld wurden.
Die chinesische Eisenproduktion, die mit Abstand die größte der damaligen Welt war, bediente sich mangels anderer Ressourcen in hohem Maße bergmännisch geförderter Kohle. In größerem Umfang wurden Metalle exportiert, auch in der Form von Münzen. Neben Seide war Keramik ein bedeutendes Exportgut, das als Massengut zu einem erheblichen Teil nur für diesen Zweck produziert wurde. Der Export war für den Staat eine bedeutende Einnahmequelle, sowohl durch Außenhandelsmonopole als auch durch Zölle, die von freien Händlern entrichtet wurden. Auch der Binnenhandel, für den der Transport auf Flüssen und Kanälen eine zentrale Bedeutung hatte, hatte einen hohen Stellenwert, wobei der Nord-Süd Handel mit der Machtübernahme durch die Jurchen stark zurückging.
Eine bedeutende Schiffbauindustrie fertigte hochseetaugliche Schiffe für den maritimen Export, die technisch weiter verbessert wurden. Ab dem 12. Jahrhundert nahm die Zahl chinesischer Händler, die im Überseehandel tätig waren, stark zu. Die Weiterentwicklung des Kompasses zum leichten Gebrauch auf Schiffen unterstützte diese Entwicklung. Auch auf anderen Gebieten von Naturwissenschaft und Technik wurden erhebliche Fortschritte erzielt, so dass der Wissenstand in fast allen Bereichen deutlich höher war als der Europas zur selben Zeit. Wesentliche Triebkraft des Fortschritts war das Interesse der Eliten, eine immer komplexer werdende Gesellschaft staatlich zu lenken. Dabei wurde das Wissen aufgrund von Erfahrungen und Beobachtungen gewonnen. An der Entwicklung abstrakter wissenschaftlicher Theorien bestand jedoch kaum Interesse.

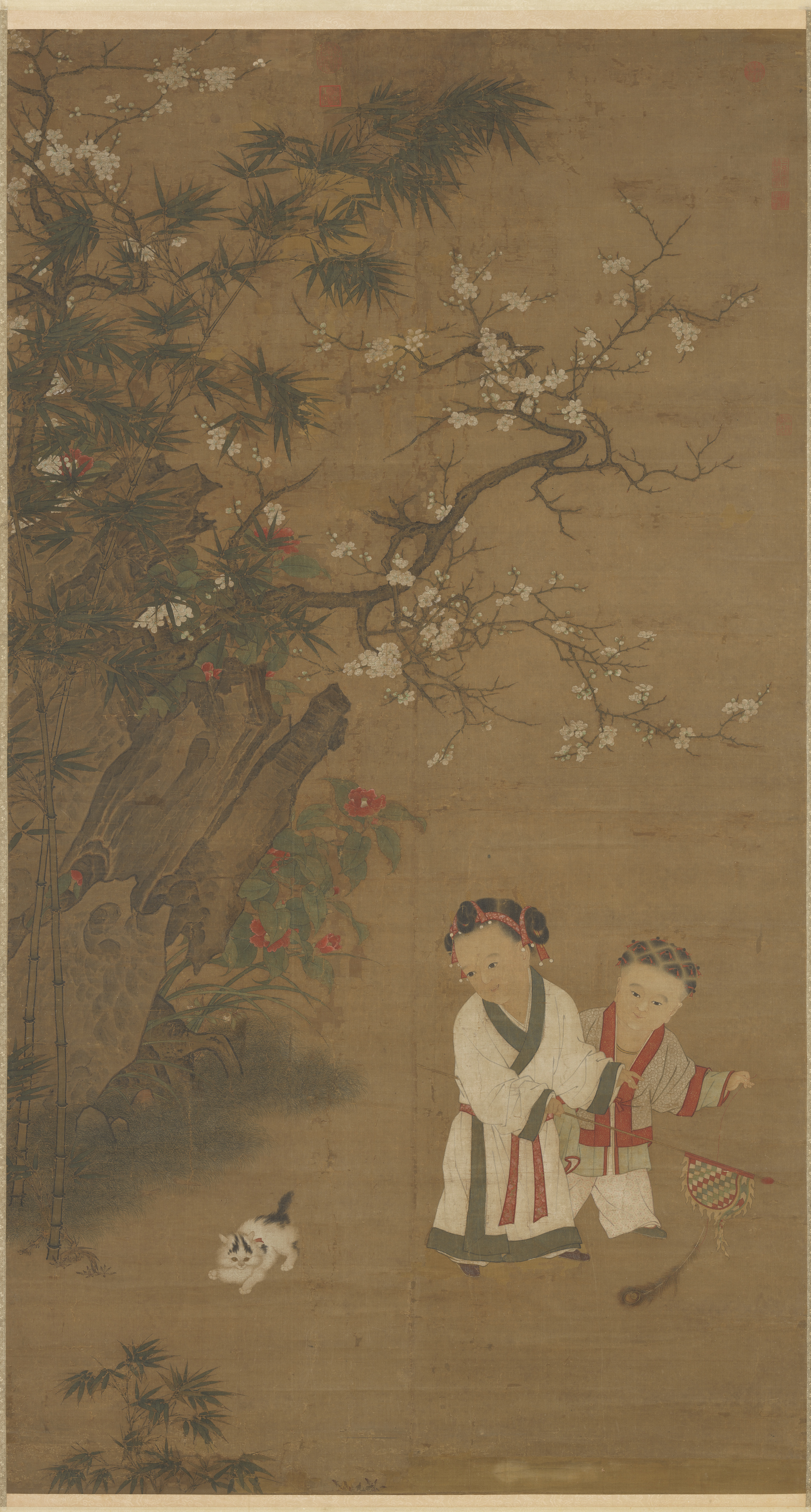
Spielende Kinder; Maler: Su Hanchen

Im 12. Jahrhundert entstanden Zünfte in allen gängigen Berufen, die die Wirtschaft regulierten. Auch die Armee beteiligte sich in signifikantem Ausmaß am Wirtschaftsleben.
Das Bevölkerungswachstum und die effektivere und diversifizierte Wirtschaft führten dazu, dass Zahl und Größe der Städte wuchs. Mit einer städtischen Bevölkerung, die mehr als 10 % der Gesamtbevölkerung betrug, waren die Chinesen im 12. Jahrhundert die mit Abstand am stärksten urbanisierte Gesellschaft der Welt. Die Struktur der Städte war offen, was eine uneingeschränkte Mobilität zwischen den Stadtteilen zuließ. In ihnen gab es eine Vielzahl unterschiedlicher Einrichtungen bis hin zu Vergnügungsvierteln. Eine große soziale Vielfalt aber auch starke wirtschaftliche Unterschiede zwischen den Bevölkerungsgruppen prägten die chinesischen Städte. Der weitverbreiteten sozialen Not versuchte der Staat mit umfangreichen Wohlfahrtsprogrammen und der Errichtung von Sozialeinrichtungen entgegenzuwirken.
Mit dem Rückzug der Song-Dynastie nach Süden wandte sich der Fokus der Bildungselite nach innen. Das Private und Lokale war zentrales Thema der Literatur. Die religiös-philosophische Lehre des Neokonfuzianismus, die viel mehr Schichten als im vorherigen Jahrhundert erreichte, richtete nun ihre Aufmerksamkeit auf das Individuum. Eine distanzierte Ansicht frei von materiellen Verwicklungen galt als Ideal. Auch wenn diese Anschauungen, deren wichtigster Vertreter Zhu Xi war, zum Ende des Jahrhunderts kurzzeitig auf Ablehnung der Mächtigen stießen, so wurden sie im folgenden Jahrhundert ein wichtiger Teil der staatlichen Lehre und spielten in der Geschichte Chinas eine bedeutende Rolle. Die Bilder dieses Jahrhunderts widmen sich dem flüchtigen Vergnügen und der Vergänglichkeit der Schönheit. Der Buchdruck war als Holzplattendruck weit verbreitet, die meisten Werke wurden jedoch nur in kleinen Auflagen gedruckt. Auch die Leser dieser Schriftstücke waren nur eine kleine Minderheit der Gesellschaft.
Zwar hatten die Jurchen eine eigene Schrift, doch wurde sie oft zur Übersetzung chinesischer Bücher benutzt. Im Reich der Jin-Dynastie entstanden auch zahlreiche neue literarische Werke, die oft Unterhaltungsliteratur waren.

### Zentralasien
Kurz vor dem Untergang der Liao-Dynastie im Jahr 1125 sammelte ihr ehemaliger Heerführer Yelü Dashi zahlreiche Anhänger um sich, die unter dem Namen Kara Kitai bekannt sind. Er unterwarf in aufeinanderfolgenden Feldzügen große Gebiete Zentralasiens bis zum Aralsee. Während die Gebiete nördlich des Tian-Shan-Gebirges unter der direkten Kontrolle der Kara Kitai blieben, begnügten sie sich in den Gebieten vom Aralsee bis zum Tarimbecken mit der Oberherrschaft. Die lokalen Herrscher beließen sie als tributpflichtige Vasallen im Amt. Zu ihren Vasallen gehörten auch die Choresm-Schahs, die im folgenden Jahrhundert ein persisches Großreich begründeten.
Die Kara Kitai waren stark von der chinesischen und mongolischen Kultur geprägt und mehrheitlich Schamanisten oder Buddhisten. Anders als sie waren ihre Untertanen überwiegend Muslime, die durch eine iranisch-türkische Kultur geprägt waren. Ihre Herrschaft war von religiöser und kultureller Toleranz geprägt. Auch die bestehende Mischung von Weideland und Ackerland ließen sie bestehen.
Im Gebiet des heutigen Afghanistans stieg in der zweiten Jahrhunderthälfte die Dynastie der Ghuriden auf. Nachdem sie das Reich der Ghaznawiden erobert hatte, expandierte sie am Ende des Jahrhunderts nach Nordindien. Dort ging im folgenden Jahrhundert das Sultanat von Delhi aus ihrem Reich hervor.

### Korea und Japan
Die koreanische Halbinsel wurde vom Königreich Goryeo beherrscht. Ihr nördlicher Nachbar, die aufstrebende Jin-Dynastie, zwang die koreanischen Könige in der ersten Jahrhunderthälfte in ein Vasallen-Verhältnis. Diese stützten sich auf eine Beamtenklasse, deren Status erblich war. Die Beamten waren in verschiedenen Clans organisiert, von denen zwei in der ersten Jahrhunderthälfte vergeblich versuchten, dauerhaft die Macht zu erringen. In der zweiten Jahrhunderthälfte fühlten sich einige Militärs von der Zivilverwaltung benachteiligt, putschten und etablierten eine Militärdiktatur, die nur formell vom König abhängig war. Goryeo war ein Ständestaat. Der Landbesitz gehörte hohen Adeligen, Beamten und buddhistischen Klöstern, die ihn von Pächtern und Sklaven bewirtschaften ließen.
Der östliche Nachbar Japan wurde zu Beginn des 12. Jahrhunderts vom Hof in Kyoto regiert. An der Spitze stand ein Kaiser, Tennō, der jedoch kaum faktische Macht hatte. Die Herrschaft übten die abgedankten Kaiser, die sich in buddhistische Klöster zurückgezogen hatten, indirekt aus. Große Teile der landwirtschaftlichen Fläche besaßen der Hof, Aristokraten und buddhistische Klöster. Insbesondere in den Randgebieten hatten auch mächtige Kriegsclans großen Grundbesitz. Der Landbesitz der ersten drei Gruppen wurde von Provinzbeamten verwaltet, die eine militärische Ausbildung hatten.
In der Mitte des Jahrhunderts kam es zu Thronstreitigkeiten. Diese fochten die beiden mächtigsten Kriegerclans, Taira und Minamoto zusammen mit verbündeten Provinzbeamten, stellvertretend für die Hofparteien aus. Die siegreichen Taira konnten danach einen großen Teil der Macht des Hofes übernehmen. In den 1180er Jahren eroberte dann der Minamoto-Clan im Gempei-Krieg die Herrschaft von den Taira und etablierte eine Militärregierung mit ihrem Clan-Chef an der Spitze. Diesem verlieh der Kaiser den Titel Shōgun. Damit begann die Kamakura-Zeit und das japanische Mittelalter.

### Südostasien

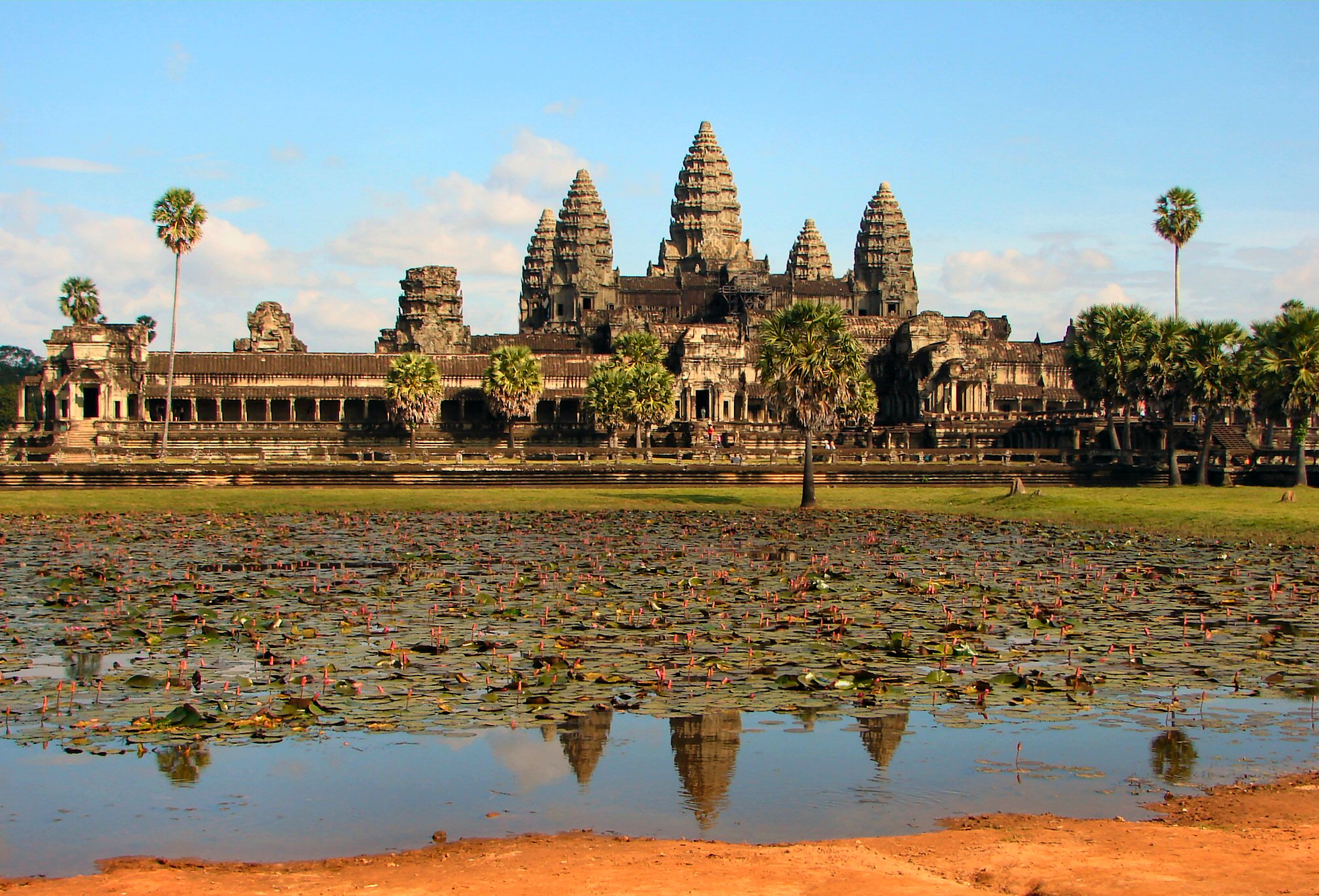
Angkor Wat

Südostasien gliederte sich in Großreiche auf dem Festland, von denen Bagan im Westen, Angkor, und Champa im Osten die Wichtigsten waren, und maritime Reiche mit Schwerpunkt auf den Inseln, von denen das Srivijaya-Reich das Mächtigste war.
Die Khmer-Könige des Angkor-Reiches führten ihre jahrhundertealte Tradition der Tempelbaupolitik fort, die die Herrscher stützen sollte. In der ersten Jahrhunderthälfte errichtete König Suryavarman II. den größten und bedeutendsten Tempel Angkors, Angkor Wat. Dieser wurde dem hinduistischen Gott Vishnu geweiht. Die Landwirtschaft, die durch ein großes aufwendig gebautes System von Kanälen, Stauseen und Wasserläufen bewässert wurde, schenkte dem Reich hohe landwirtschaftliche Überschüsse. Ferner war Angkor über Wasserstraßen mit der Küste verbunden, was die Einbindung in den südostasiatischen Seehandel ermöglichte. Auch in diesem Jahrhundert führten die Khmer zahlreiche Kriegszüge gegen ihre Nachbarn, um ihr Reich weiter auszudehnen. Im Jahr 1177 jedoch überfielen, brandschatzten und plünderten die Champa Angkor. Nach dieser Niederlage erlebte Angkor mit dem Herrschaftsantritt Jayavarman VII. seine letzte große Blütephase. Der neue König startete ein umfangreiches Bauprogramm. Neben der Errichtung zahlreicher Tempel, Häuser und Straßen wurde mit Angkor Thom eine neue Hauptstadt gebaut. Waren seine Vorgänger hinduistisch, so förderte dieser König den Buddhismus.

## Amerika und Pazifik
In Nord- und Mittelamerika lebten im 12. Jahrhundert zahlreiche indigene Gruppen und Kleinreiche, die aufgrund gemeinsamer Merkmale von heutigen Historikern zu Kulturen zusammengefasst werden.
Die Anasazi eine Pueblo-Kultur in Nordamerika erlebte seit der Jahrhundertmitte einen kulturellen Abschwung durch Dürren, ein immer unberechenbares Klima und eine aufkommende Kultur der sozialen Angst.
In Mittelamerika lagen die mexikanischen Reiche im Norden und die Maya-Reiche in der Mitte. Überregionale Bedeutung hatten die Stadtstaaten Chichén Itzá, welches in diesem Jahrhundert schrumpfte, und Mayapan, dessen Bebauung eine klare soziale Schichtung erkennen lässt. In dem Gebiet hatte die toltekische Kultur großen Einfluss. Um das Jahr 1185 kam es zu Streitigkeiten zwischen beiden Städten. Im anschließenden Krieg eroberte der Herrscher von Mayapan die Stadt Chichen Itza.
Im 12. Jahrhundert brach für das Volk der Rapa Nui auf der pazifischen Osterinsel eine Zeit der kulturellen Blüte an. Die Einwohner begannen die für die Insel typischen Skulpturen, Moai, zu errichten.

## Ereignisse
- 1122: Mit dem Wormser Konkordat wurde der Investiturstreit zwischen dem römisch-deutschen Kaiser und dem Papst beigelegt.
- 1127: Mit der Thronbesteigung des chinesischen Kaisers Gaozong in der neuen Hauptstadt Hangzhou beginnt die Periode der südlichen Song-Dynastie.
- 1152: Die Eheschließung von Heinrich II. mit Eleonore von Aquitanien war eine wichtige Grundlage für das Angevinische Reich.
- 1176: In der Schlacht bei Myriokephalon siegten die Rum-Seldschuken über ein byzantinisches Heer.
- 1177: Im Frieden von Venedig konnte Papst Alexander III. sich gegen Barbarossa und den von ihm gestützten Gegenpapst durchsetzen.
- 1185: In Japan endete der Gempei-Krieg.
- 1187: Ihr Sieg in der Schlacht bei Hattin ermöglichte es den muslimischen Ayyubiden, große Teile der christlichen Kreuzfahrerstaaten zu besetzen.

## Persönlichkeiten
- Bernhard von Clairvaux, ein bedeutender Zisterzienserabt, entfaltete mit seinen Predigten eine große Begeisterung für die Kreuzzüge in Europa.
- Friedrich Barbarossa versuchte als Kaiser des Heiligen Römischen Reichs, seine Macht gegenüber den norditalienischen Städten und dem Papsttum zu behaupten.
- Hildegard von Bingen verfasste wichtige Werke über Medizin und Mystik.
- Petrus Abaelardus führte die Frühscholastik bedeutend fort und entwickelte wichtige Grundlagen der Disputationstechnik.
- Richard Löwenherz erwarb sich als Kreuzfahrer und englischer König bedeutenden Ruhm.
- Walther von der Vogelweide wurde durch seine Minnelieder zu einem der bedeutendsten Dichter des Mittelalters.
- Ibn Ruschd (Averroes), muslimischer Philosoph und Naturforscher in Al-Andalus, beeinflusste mit seinen Werken auch das christliche Abendland.
- Mosche ben Maimon (Maimonides) schuf bedeutende Werke der mittelalterlichen Philosophie und der jüdischen Gesetzeslehre sowie Religionsphilosophie.
- Salah ad-Din Yusuf ibn Ayub (Saladin) eroberte mit dem Königreich Jerusalem den zentralen Kreuzfahrerstaat und errichtete eine mächtige Regionalmacht.
- Zhu Xi war ein chinesischer Gelehrter und bedeutendster Vertreter des Neokonfuzianismus.
- Borić war der erste Ban Bosniens.